# Солрад-1
«Солрад-1» (англ. Solrad 1, Solar Radiation — укр. Сонячне випромінювання), інші назви GREB 1 (англ. Galactic Radiation Experimental Background — експериментальне дослідження галактичної радіації), SR 1 — американський супутник подвійного призначення — електронної розвідки (ELINT, англ. electronic intelligence) і дослідження сонячної радіації (Solrad, Solar Radiation, SR), запущений за космічною програмою GRAB.
22 червня 1960 року о 05:54 UTC з космодрому на мисі Канаверал ракетою-носієм «Тор-Ейблстар» було запущено супутники «Транзит-2Ей» і «Солрад-1».
«Солрад-1» здійснив дослідження верхніх шарів атмосфери. Апарат досі на орбіті, очікувана тривалість польоту 80 років від дати запуску.
У червні 1998 року було розсекречено військове призначення апарата.